# Morzano
Frazione di Roppolo, estesa sulle colline orientali con vista sul Lago di Viverone in Provincia di Biella, Piemonte, Italia.

## Descrizione
Oltre che ville e cascinali, Morzano accoglie un piccolo sito religioso cristiano-cattolico (la casa di Nazareth), con una grande croce visibile e illuminata di notte, nei pressi esiste la Fondazione "Emanuele Cacherano di Bricherasio" con annessa  la chiesetta  Bricherasio, che contiene le spoglie della marchesa Eleonora Massel di Caresana, fondatrice con testamento olografo nel 1910 della fondazione stessa.